# Sandon
Sandon é praticamente uma cidade fantasma, localizada na Colúmbia Britânica, Canadá. A população em 2016 era de 6 pessoas.